# Артелл, Дэвид
Дэвид Артелл (англ. David Artell; род. 22 ноября 1980, Ротерем, Йоркшир и Хамбер) — английский и гибралтарский футболист, футбольный тренер. Выступал за сборную Гибралтара. В настоящее время главный тренер клуба «Гримсби Таун».

## Биография

### Клубная карьера
Уроженец английского города Ротерем. Профессиональную карьеру начинал в местном клубе «Ротерем Юнайтед», с которым проделал путь из четвёртого дивизиона в Чемпионшип, однако в Чемпионшипе ни одной игры за команду в итоге не провёл. После ухода из «Ротерем Юнайтед», Артелл более 10 лет выступал за различные клубы английской Лиги 2, где отыграл более трёхсот матчей. Зимой 2013 года на правах аренды он перешёл в клуб Национальной лиги «Рексем», с которым затем подписал контракт и провёл один полноценный сезон. Затем, на протяжении двух сезонов Артелл выступал в чемпионате Уэльса за клубы «Бала Таун» и «Порт-Толбот Таун», а сезон 2016/2017 провёл в английских любительский командах «Кидсгров Атлетик» и «Дройлсден», после чего завершил игровую карьеру.
В 2014 году, будучи ещё действующим футболистом, начал работать тренером в академии «Кру Александра». В 2017 году возглавил главную команду клуба, сменив на посту Стива Дэйвиса.

### Карьера в сборной
Дебютировал за сборную Гибралтара 1 марта 2014 года в товарищеском матче со сборной Фарерских островов, в котором вышел на замену на 87-й минуте вместо Джозефа Чиполины. Всего в составе сборной Гибралтара Артелл провёл 7 матчей: 4 товарищеских и 3 матча в рамках отборочного турнира чемпионата Европы 2016.